# Tryphon talitzkii
Tryphon talitzkii är en stekelart som beskrevs av Telenga 1930. Tryphon talitzkii ingår i släktet Tryphon och familjen brokparasitsteklar. Inga underarter finns listade i Catalogue of Life.